# Berg (Königsdorf)
Berg ist ein Gemeindeteil der Gemeinde Königsdorf im Landkreis Bad Tölz-Wolfratshausen.

## Lage
Das Dorf liegt ca. 3 Kilometer nordöstlich des Hauptortes Königsdorf. Im Südosten, im Süden sowie im Südwesten ist Berg umgeben von kleineren und größeren Wiesen, während man im Westen, Norden und Osten verschiedene Mischwälder vorfindet. Da der kleine Gemeindeteil etwas höher als Königsdorf liegt (ca. 655 ü. NHN), hat man eine Aussicht auf die Zugspitze, den Wendelstein und den Blomberg sowie auf verschiedene Orte bzw. Ortsteile wie Osterhofen, Königsdorf und Wiesen. Auch das Segelflugzentrum Königsdorf kann man beobachten.

## Geschichte
Wann Berg genau besiedelt wurde, ist unklar, allerdings erscheint in den Kirchenbüchern Königsdorfs erstmals 1644 ein Eintrag der damaligen Besitzer des Thalergutes (heute Thalerhof). 